# Darajan II.
Darajan II. ali Darev II. (aramejsko 𐡃‬𐡀𐡓𐡉‬‬𐡅‬ d’ryw) je bil kralj Perzije, ki je vladal v 1. stoletju pr. n. št. kot vazal Partskega cesarstva, * neznano, † neznano. 
Nasledil ga je sin Ardahšir II.
Na srebrnih drahmah Darajana II. je na prednji strani upodobljen on sam, pokrit  s tiaro s polmesecem in zvezdo, okrašeno z dragimi kamni. Na zadnji strani stoji pred žgalnim oltarjem z žezlom v roki. Na kovancu je napis d’ryw mlk' brh wtprdt mlk’ (Kralj Darev, sin kralja Vadfradada) v aramejskem jeziku.